# Angel Albino Corzo
Angel Albino Corzo là một đô thị thuộc bang Chiapas, México. Năm 2005, dân số của đô thị này là 28883 người.